# Tensiune termică
În rezistența materialelor tensiunea termică este tensiunea mecanică creată de orice modificare a temperaturii unui material. Aceste tensiuni pot duce la ruperi sau deformări plastice în funcție de ceilalți factori, cum ar fi tipul de material și constrângeri geometrice. Gradienții de temperatură, dilatările sau contracțiile termice sau șocurile termice sunt cauze care pot produce tensiuni termice. Acest tip de solicitare este foarte dependent de coeficientul de dilatare termică care variază de la material la material. În general, cu cât variația temperaturii este mai mare, cu atât sunt mai mari tensiunile termice care pot să apară. Șocul termic poate rezulta dintr-o schimbare bruscă a temperaturii, care poate să ducă la crăpare sau spargere.

## Gradientul de temperatură
Când un material este încălzit sau răcit rapid, între suprafața sa și zona sa centrală va apărea o diferență de temperatură. Încălzirea sau răcirea rapidă provoacă dilatare sau contracție termică, această deplasare localizată a materialului provoacă tensiuni termice. Dacă se încălzește un cilindru, mai întâi temperatura suprafeței crește iar centrul rămâne la temperatura inițială. După un timp, centrul cilindrului va atinge aceeași temperatură ca suprafața. În timpul încălzirii suprafața este relativ mai fierbinte și se va dilata mai mult decât centrul.

## Dilatarea și contracția termică

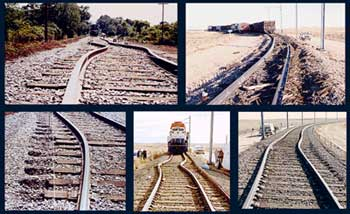
Exemple de deformare a șinelor de cale ferată produsă de tensiunile termice

Materialul se va dilata sau contracta în funcție de coeficientul de dilatare termică al materialului. Atâta timp cât materialul este liber să se miște, materialul se poate dilata sau contracta liber, fără a fi generate tensiuni. Odată ce acest material este atașat la un corp rigid, pot fi create tensiuni termice în regiunea constrânsă geometric. Această tensiune este calculată prin înmulțirea modificării temperaturii, a coeficientului de dilatare termică a materialului și a modulului lui Young (modululul de elasticitate longitudinal) al materialului cu formula:
{\displaystyle \sigma =E\alpha \left(t_{f}-t_{0}\right)=E\alpha \Delta t}
unde {\displaystyle E} este modulul lui Young, {\displaystyle \alpha } este coeficientul de dilatare termică, {\displaystyle t_{0}} este temperatura inițială, iar {\displaystyle t_{f}} este temperatura finală.
Când {\displaystyle t_{f}} este mai mare decât {\displaystyle t_{0}}, constrângerile exercită o forță de compresiune asupra materialului. Opusul se întâmplă la răcire; când {\displaystyle t_{f}} este mai mică decât {\displaystyle t_{0}}, efortul va fi de întindere. Un exemplu este sudarea, care implică încălzirea și răcirea metalului, apărând o combinație de dilatare termică, contracție și gradienți de temperatură. După un ciclu complet de încălzire și răcire, metalul rămâne cu tensiuni reziduale în jurul sudurii.

## Dilatări termice împiedicate

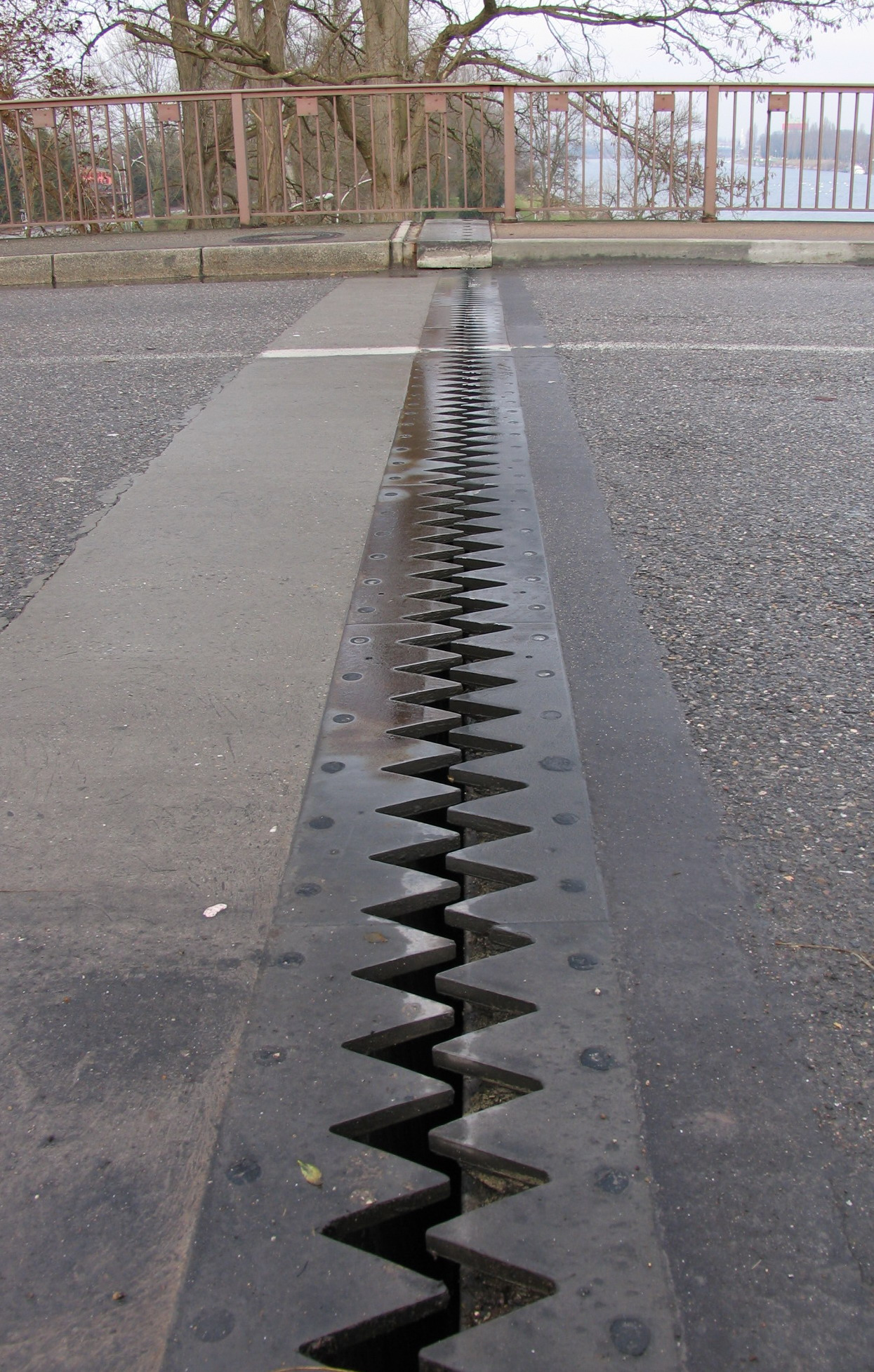
Rost de dilatare la capătul unui pod

Dacă o bară este supusă unei diferențe de temperatură {\displaystyle \Delta t=t_{f}-t_{0},} ea se va dilata cu alungirea:
{\displaystyle \Delta l=\alpha \cdot l\cdot \Delta t}
unde {\displaystyle \alpha } este coeficientul de dilatare termică, iar {\displaystyle l} este lungimea barei.
Dacă dilatarea este împiedicată prin încastrarea barei cu secțiunea {\displaystyle A} (deci cu rigiditatea {\displaystyle EA}) la ambele capete, în bară va apărea o tensiune de comprimare corespunzătoare scurtării barei cu alungirea termică. Dacă alungirea totală este nulă, condiția de echilibru este:
{\displaystyle \Delta l_{tot}=\alpha \cdot l\cdot \Delta t-{\frac {N\cdot l}{EA}}=0}
din care rezultă forța de compresiune:
{\displaystyle N=EA\alpha \Delta t}
respectiv tensiunea de compresiune:
{\displaystyle \sigma ={\frac {N}{A}}=E\alpha \Delta t.}
Dacă la un capăt al barei există un rost de dilatare, {\displaystyle \delta ,} condiția de echilibru este:
{\displaystyle \Delta l_{tot}=\alpha \cdot l\cdot \Delta t-{\frac {N\cdot l}{EA}}=\delta }
din care rezultă analog forța de compresiune {\displaystyle N,} respectiv tensiunea de compresiune {\displaystyle \sigma .}

## Șocul termic
Aceasta este provocat la materialele fragile de un gradient de temperatură mare, din cauza conductibilității termice scăzute, simultan cu schimbarea rapidă a temperaturii. Schimbarea temperaturii provoacă tensiuni la suprafață, ceea ce inițiază formarea și propagarea fisurilor. De obicei materialele ceramice sunt susceptibile la șoc termic. Un exemplu este atunci când sticla este încălzită până la o temperatură ridicată și apoi răcită rapid în apă rece. Pe măsură ce temperatura sticlei scade rapid, sunt induse solicitări și provoacă fracturi în corpul sticlei care pot fi văzute ca fisuri sau pot determina chiar spargeri în unele cazuri.